# Rhinella multiverrucosa
Espèce
Synonymes
- Bufo multiverrucosus Lehr, Pramuk & Lundberg, 2005

Statut de conservation UICN

 DD  : Données insuffisantes
Rhinella multiverrucosa est une espèce d'amphibiens de la famille des Bufonidae.

## Répartition
Cette espèce est endémique de la province de Pasco dans région de Pasco au centre du Pérou. Elle  se rencontre entre 2 600 et 3 000 m d'altitude dans la cordillère Orientale.

## Publication originale
- Lehr, Pramuk & Lundberg, 2005 : A New Species of Bufo (Anura: Bufonidae) from Andean Peru. Herpetologica, vol. 61, no 3, p. 308-318.